# Eerste divisie 1972/73
Het seizoen 1972/73 van de Nederlandse Eerste divisie had Roda JC als kampioen. De Limburgse club promoveerde daarmee naar de Eredivisie. Via de nacompetitie pakte De Graafschap de tweede plek in de Eredivisie.

## Eerste divisie

### Deelnemende teams
| Club            | Plaats      | Accommodatie           | Capaciteit | Trainer                   |
| --------------- | ----------- | ---------------------- | ---------- | ------------------------- |
| De Volewijckers | Amsterdam   | Buiksloterbanne        | 12.500     | Ger Blok                  |
| De Graafschap   | Doetinchem  | De Vijverberg          | 12.500     | Piet de Visser            |
| Eindhoven       | Eindhoven   | Aalsterweg             | 27.000     | Hans Alleman              |
| FC Dordrecht    | Dordrecht   | Krommedijk             | 12.000     | Bob Janse                 |
| FC VVV          | Venlo       | De Koel                | 20.000     | Rob Baan                  |
| Fortuna         | Vlaardingen | Floreslaan             | 12.000     | Jan van Baaren            |
| FSC             | Sittard     | De Baandert            | 20.000     | Cor Brom                  |
| Heerenveen      | Heerenveen  | Gemeentelijk Sportpark | 15.000     | Meg de Jongh              |
| Helmond Sport   | Helmond     | De Braak               | 12.000     | René van Eck              |
| Heracles        | Almelo      | Bornsestraat           | 20.000     | Ron Dellow                |
| HVC             | Amersfoort  | Birkhoven              | 10.000     | Bas Paauwe                |
| PEC Zwolle      | Zwolle      | Gemeentelijk Sportpark | 12.000     | Lászlo Zalai Georg Keßler |
| Volendam        | Volendam    | Julianastraat          | 15.000     | Bruin Steur               |
| Roda JC         | Kerkrade    | Kaalheide              | 20.000     | Hennie Hollink            |
| SC Cambuur      | Leeuwarden  | Cambuurstadion         | 16.000     | Leo Beenhakker            |
| SVV             | Schiedam    | Harga                  | 10.000     | Rinus Gosens              |
| Veendam         | Veendam     | De Langeleegte         | 13.000     | Cor van der Gijp          |
| Vitesse         | Arnhem      | Nieuw-Monnikenhuize    | 18.000     | Frans de Munck            |
| Wageningen      | Wageningen  | De Wageningse Berg     | 16.000     | Maarten Vink              |
| Willem II       | Tilburg     | Gemeentelijk Sportpark | 20.000     | Henk Wullems              |

### Eindstand
| pos | club            | gs | w  | g  | v  | pnt | dv | dt | ds  |
| --- | --------------- | -- | -- | -- | -- | --- | -- | -- | --- |
| 1.  | Roda JC         | 38 | 19 | 14 | 5  | 52  | 54 | 32 | 22  |
| 2.  | PEC Zwolle      | 38 | 20 | 8  | 10 | 48  | 72 | 48 | 24  |
| 3.  | Vitesse         | 38 | 19 | 10 | 9  | 48  | 58 | 38 | 20  |
| 4.  | De Graafschap   | 38 | 15 | 17 | 6  | 47  | 52 | 34 | 18  |
| 5.  | Helmond Sport   | 38 | 15 | 17 | 6  | 47  | 53 | 38 | 15  |
| 6.  | Volendam        | 38 | 19 | 7  | 12 | 45  | 65 | 35 | 30  |
| 7.  | SC Cambuur      | 38 | 12 | 20 | 6  | 44  | 53 | 40 | 13  |
| 8.  | Wageningen      | 38 | 17 | 10 | 11 | 44  | 57 | 52 | 5   |
| 9.  | Fortuna SC      | 38 | 14 | 14 | 10 | 42  | 40 | 36 | 4   |
| 10. | Heerenveen      | 38 | 14 | 13 | 11 | 41  | 44 | 43 | 1   |
| 11. | Eindhoven       | 38 | 14 | 9  | 15 | 37  | 48 | 45 | 3   |
| 12. | Veendam         | 38 | 9  | 16 | 13 | 34  | 40 | 50 | -10 |
| 13. | SVV             | 38 | 8  | 17 | 13 | 33  | 26 | 41 | -15 |
| 14. | Willem II       | 38 | 9  | 14 | 15 | 32  | 39 | 55 | -16 |
| 15. | Heracles        | 38 | 9  | 12 | 17 | 30  | 45 | 58 | -13 |
| 16. | HVC             | 38 | 5  | 18 | 15 | 28  | 40 | 52 | -12 |
| 17. | Fortuna         | 38 | 9  | 10 | 19 | 28  | 30 | 48 | -18 |
| 18. | FC VVV          | 38 | 6  | 16 | 16 | 28  | 25 | 45 | -20 |
| 19. | De Volewijckers | 38 | 6  | 16 | 16 | 28  | 43 | 65 | -22 |
| 20. | FC Dordrecht    | 38 | 3  | 18 | 17 | 24  | 29 | 58 | -29 |

#### Legenda
| Kleur | Kwalificatie voor                             |
| ----- | --------------------------------------------- |
|       | Promotie naar de Eredivisie                   |
|       | Nacompetitie voor promotie naar de Eredivisie |

### Uitslagen
|                 | CAM   | DOR   | EVV   | FVL   | FOR   | GRA   | HEE   | HSP   | HER   | HVC   | PEC   | RJC   | SVV   | VEE   | VIT   | VOL   | VWK   | VVV   | WAG   | WIL   |
| --------------- | ----- | ----- | ----- | ----- | ----- | ----- | ----- | ----- | ----- | ----- | ----- | ----- | ----- | ----- | ----- | ----- | ----- | ----- | ----- | ----- |
| SC Cambuur      |       | 3 – 1 | 3 – 0 | 4 – 1 | 0 – 0 | 1 – 1 | 3 – 1 | 1 – 1 | 5 – 5 | 3 – 1 | 2 – 1 | 1 – 1 | 1 – 1 | 1 – 1 | 0 – 0 | 2 – 1 | 1 – 1 | 1 – 0 | 1 – 1 | 0 – 0 |
| FC Dordrecht    | 0 – 0 |       | 2 – 3 | 1 – 1 | 0 – 0 | 0 – 2 | 0 – 1 | 1 – 1 | 1 – 1 | 2 – 1 | 1 – 2 | 1 – 1 | 3 – 0 | 1 – 1 | 0 – 0 | 1 – 1 | 0 – 0 | 0 – 1 | 1 – 1 | 0 – 0 |
| Eindhoven       | 1 – 1 | 3 – 1 |       | 2 – 0 | 3 – 2 | 1 – 1 | 0 – 1 | 1 – 1 | 3 – 0 | 2 – 2 | 1 – 2 | 0 – 1 | 1 – 0 | 2 – 0 | 2 – 3 | 2 – 0 | 4 – 0 | 1 – 0 | 3 – 0 | 2 – 1 |
| Fortuna         | 0 – 0 | 3 – 1 | 1 – 1 |       | 0 – 1 | 1 – 0 | 0 – 2 | 0 – 0 | 0 – 3 | 1 – 1 | 1 – 1 | 1 – 1 | 0 – 1 | 4 – 2 | 1 – 0 | 1 – 0 | 2 – 1 | 2 – 0 | 2 – 0 | 2 – 0 |
| Fortuna SC      | 0 – 0 | 1 – 0 | 2 – 4 | 2 – 1 |       | 1 – 1 | 3 – 1 | 0 – 0 | 1 – 0 | 0 – 0 | 1 – 0 | 1 – 0 | 0 – 1 | 2 – 1 | 1 – 0 | 1 – 1 | 1 – 1 | 0 – 0 | 1 – 0 | 2 – 2 |
| De Graafschap   | 1 – 1 | 0 – 0 | 2 – 0 | 1 – 0 | 3 – 1 |       | 0 – 0 | 2 – 2 | 3 – 0 | 1 – 1 | 1 – 2 | 2 – 1 | 2 – 0 | 2 – 0 | 0 – 0 | 3 – 2 | 4 – 0 | 0 – 0 | 1 – 2 | 2 – 1 |
| Heerenveen      | 2 – 0 | 2 – 0 | 1 – 0 | 3 – 1 | 1 – 1 | 2 – 2 |       | 2 – 2 | 2 – 1 | 0 – 0 | 1 – 0 | 1 – 1 | 1 – 1 | 1 – 1 | 1 – 3 | 1 – 0 | 2 – 0 | 1 – 0 | 2 – 2 | 2 – 0 |
| Helmond Sport   | 3 – 1 | 5 – 1 | 2 – 1 | 1 – 0 | 1 – 0 | 0 – 0 | 1 – 0 |       | 3 – 2 | 0 – 0 | 1 – 0 | 0 – 1 | 3 – 0 | 3 – 0 | 1 – 1 | 1 – 0 | 5 – 1 | 1 – 1 | 4 – 1 | 3 – 2 |
| Heracles        | 2 – 2 | 0 – 3 | 0 – 1 | 2 – 0 | 1 – 3 | 1 – 3 | 1 – 1 | 2 – 0 |       | 2 – 2 | 1 – 0 | 1 – 1 | 2 – 0 | 0 – 0 | 2 – 0 | 0 – 2 | 2 – 2 | 1 – 0 | 3 – 0 | 1 – 1 |
| HVC             | 2 – 1 | 1 – 1 | 1 – 0 | 1 – 1 | 1 – 1 | 1 – 1 | 2 – 0 | 0 – 1 | 2 – 0 |       | 3 – 3 | 1 – 1 | 0 – 0 | 1 – 1 | 2 – 4 | 1 – 2 | 2 – 3 | 1 – 1 | 0 – 1 | 1 – 1 |
| PEC Zwolle      | 2 – 1 | 1 – 1 | 0 – 0 | 1 – 0 | 2 – 2 | 0 – 2 | 6 – 3 | 0 – 0 | 2 – 1 | 3 – 2 |       | 7 – 2 | 4 – 0 | 4 – 0 | 2 – 1 | 3 – 1 | 2 – 1 | 0 – 0 | 4 – 1 | 2 – 0 |
| Roda JC         | 3 – 2 | 4 – 0 | 1 – 1 | 2 – 0 | 2 – 1 | 2 – 0 | 1 – 0 | 1 – 1 | 1 – 1 | 2 – 0 | 3 – 1 |       | 2 – 1 | 2 – 2 | 0 – 0 | 2 – 0 | 1 – 0 | 0 – 0 | 3 – 0 | 3 – 1 |
| SVV             | 0 – 0 | 1 – 1 | 0 – 0 | 1 – 0 | 2 – 0 | 1 – 1 | 0 – 0 | 1 – 1 | 0 – 0 | 3 – 2 | 1 – 1 | 0 – 1 |       | 0 – 3 | 1 – 1 | 0 – 0 | 3 – 1 | 2 – 0 | 0 – 1 | 0 – 1 |
| Veendam         | 2 – 1 | 0 – 0 | 2 – 0 | 2 – 1 | 1 – 0 | 1 – 1 | 2 – 1 | 2 – 2 | 0 – 0 | 1 – 0 | 1 – 2 | 0 – 3 | 2 – 0 |       | 1 – 2 | 0 – 2 | 0 – 3 | 0 – 0 | 5 – 1 | 0 – 0 |
| Vitesse         | 0 – 2 | 3 – 1 | 1 – 0 | 3 – 0 | 0 – 2 | 0 – 2 | 2 – 0 | 2 – 0 | 5 – 3 | 3 – 2 | 3 – 2 | 0 – 1 | 1 – 1 | 1 – 1 |       | 0 – 1 | 3 – 0 | 4 – 0 | 3 – 2 | 1 – 1 |
| Volendam        | 0 – 1 | 4 – 0 | 4 – 0 | 0 – 0 | 0 – 1 | 2 – 1 | 4 – 0 | 6 – 2 | 3 – 1 | 2 – 0 | 1 – 3 | 1 – 1 | 2 – 0 | 1 – 0 | 1 – 1 |       | 2 – 0 | 3 – 1 | 1 – 1 | 6 – 0 |
| De Volewijckers | 1 – 1 | 2 – 2 | 0 – 0 | 2 – 1 | 1 – 2 | 2 – 2 | 1 – 1 | 1 – 1 | 3 – 1 | 1 – 0 | 1 – 2 | 0 – 1 | 1 – 2 | 1 – 1 | 1 – 3 | 0 – 2 |       | 2 – 0 | 1 – 1 | 3 – 3 |
| FC VVV          | 1 – 2 | 3 – 0 | 1 – 0 | 0 – 0 | 2 – 1 | 1 – 1 | 1 – 1 | 0 – 0 | 1 – 2 | 1 – 1 | 2 – 1 | 1 – 1 | 0 – 0 | 2 – 2 | 0 – 1 | 1 – 4 | 0 – 0 |       | 0 – 5 | 3 – 0 |
| Wageningen      | 1 – 1 | 2 – 1 | 2 – 1 | 2 – 1 | 2 – 1 | 4 – 0 | 1 – 0 | 3 – 0 | 1 – 0 | 0 – 1 | 5 – 2 | 2 – 0 | 0 – 0 | 3 – 2 | 1 – 2 | 2 – 1 | 3 – 3 | 2 – 0 |       | 0 – 0 |
| Willem II       | 1 – 3 | 3 – 0 | 4 – 2 | 3 – 0 | 1 – 1 | 0 – 1 | 0 – 3 | 1 – 0 | 1 – 0 | 2 – 1 | 0 – 2 | 1 – 0 | 2 – 2 | 0 – 0 | 0 – 1 | 1 – 2 | 2 – 2 | 2 – 1 | 1 – 1 |       |

## Topscorers
| #  | Naam                  | Club          | Goal |
| -- | --------------------- | ------------- | ---- |
| 1. | Johan Zuidema         | SC Cambuur    | 25   |
| 2. | Herman Heskamp        | PEC Zwolle    | 24   |
| 3. | Bram van Kerkhof      | Vitesse       | 20   |
| 4. | Gerdo Hazelhekke      | Wageningen    | 18   |
| 5. | Jan Hoogendoorn       | PEC Zwolle    | 17   |
| 6. | Herman Veenendaal     | Vitesse       | 16   |
|    | Henk van Leeuwen      | Roda JC       | 16   |
| 8. | Uwe Blotenberg        | Fortuna SC    | 14   |
| 9. | Gerard van de Kerkhof | Helmond Sport | 13   |
|    | Henk van Meteren      | Willem II     | 13   |

## Nacompetitie

### Eindstand
| pos | club          | gs | w | g | v | pnt | dv | dt | ds |
| --- | ------------- | -- | - | - | - | --- | -- | -- | -- |
| 1.  | De Graafschap | 6  | 4 | 1 | 1 | 9   | 10 | 6  | 4  |
| 2.  | Volendam      | 6  | 4 | 0 | 2 | 8   | 15 | 6  | 9  |
| 3.  | Wageningen    | 6  | 1 | 2 | 3 | 4   | 8  | 14 | -6 |
| 4.  | PEC Zwolle    | 6  | 0 | 3 | 3 | 3   | 8  | 15 | -7 |

### Legenda
| Kleur | Kwalificatie voor           |
| ----- | --------------------------- |
|       | Promotie naar de Eredivisie |

### Uitslagen
|               | GRA   | PEC   | VOL   | WAG   |
| ------------- | ----- | ----- | ----- | ----- |
| De Graafschap |       | 1 – 1 | 1 – 0 | 2 – 1 |
| PEC Zwolle    | 2 – 4 |       | 1 – 2 | 2 – 2 |
| Volendam      | 2 – 1 | 4 – 0 |       | 7 – 1 |
| Wageningen    | 0 – 1 | 2 – 2 | 2 – 0 |       |

SC Cambuur ·
FC Dordrecht ·
Eindhoven ·
Fortuna SC ·
Fortuna ·
De Graafschap ·
Heerenveen ·
Helmond Sport ·
Heracles ·
HVC ·
PEC Zwolle ·
Roda JC ·
SVV ·
Veendam ·
Vitesse ·
Volendam ·
De Volewijckers ·
FC VVV ·
Wageningen ·
Willem II
Eerste klasse

1955/56

Eerste divisie

1956/57 · 1957/58 · 1958/59 · 1959/60 · 1960/61 · 1961/62 · 1962/63 · 1963/64 · 1964/65 · 1965/66 · 1966/67 · 1967/68 · 1968/69 · 1969/70 · 1970/71 · 1971/72 · 1972/73 · 1973/74 · 1974/75 · 1975/76 · 1976/77 · 1977/78 · 1978/79 · 1979/80 · 1980/81 · 1981/82 · 1982/83 · 1983/84 · 1984/85 · 1985/86 · 1986/87 · 1987/88 · 1988/89 · 1989/90 · 1990/91 · 1991/92 · 1992/93 · 1993/94 · 1994/95 · 1995/96 · 1996/97 · 1997/98 · 1998/99 · 1999/00 · 2000/01 · 2001/02 · 2002/03 · 2003/04 · 2004/05 · 2005/06 · 2006/07 · 2007/08 · 2008/09 · 2009/10 · 2010/11 · 2011/12 · 2012/13 · 2013/14 · 2014/15 · 2015/16 · 2016/17 · 2017/18 · 2018/19 · 2019/20 · 2020/21 · 2021/22 · 2022/23 · 2023/24 · 2024/25

Eredivisie · Eerste divisie · Johan Cruijff Schaal · KNVB Beker · Play-offs